# Pedicularis hypophylla
Pedicularis hypophylla là loài thực vật có hoa thuộc họ Cỏ chổi. Loài này được T. Yamaz. mô tả khoa học đầu tiên năm 2003.